# 曼扎區
曼扎區，是馬達加斯加的行政區，位於該國西部，由梅納貝區負責管轄，首府設於曼扎，面積8,725平方公里，2011年人口71,231，人口密度每平方公里8人。